# Josh Tedeku
Joshua Kwabena Banin Tedeku (* 2003) ist ein britischer Schauspieler.

## Leben und Karriere
Tedeku wuchs in Essex und besuchte die Burnt Mill Academy in Harlow. Sein Debüt gab er 2019 in dem Kurzfilm The Last Straw II. Anschließend war er in einer Folge in Doctors zu sehen. Außerdem übernahm er 2022 in der Serie Moonhaven eine der Hauptrollen. 2023 trat er in dem Kurzfilm Festival of Slaps auf. Unter anderem spielte Tedeku 2024 in Boarders mit. Im selben Jahr erhielt er die führende Hauptrolle für die Netflix-Serie Supacell von Rapman über eine Gruppe Schwarzer, die Superkräfte erhalten.

## Filmografie
Filme
- 2019: The Last Straw II
- 2023: Festival of Slaps

Serien
- 2021: Doctors
- 2022: Moonhaven
- 2023: A Town Called Malice
- 2024: Boarders
- 2024: Supacell